# Curio (Chipre)

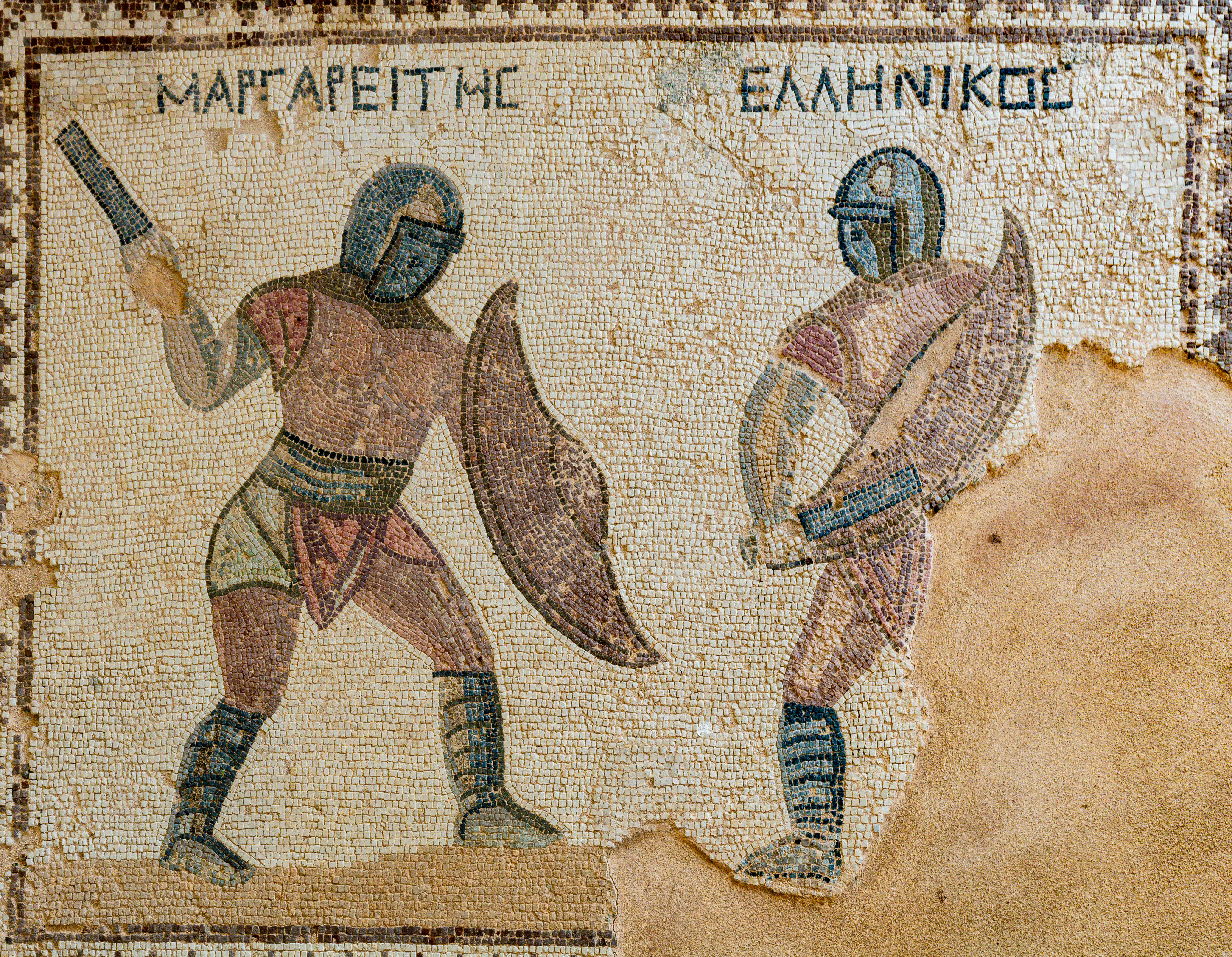
Mosaico en la casa de los Gladiadores.

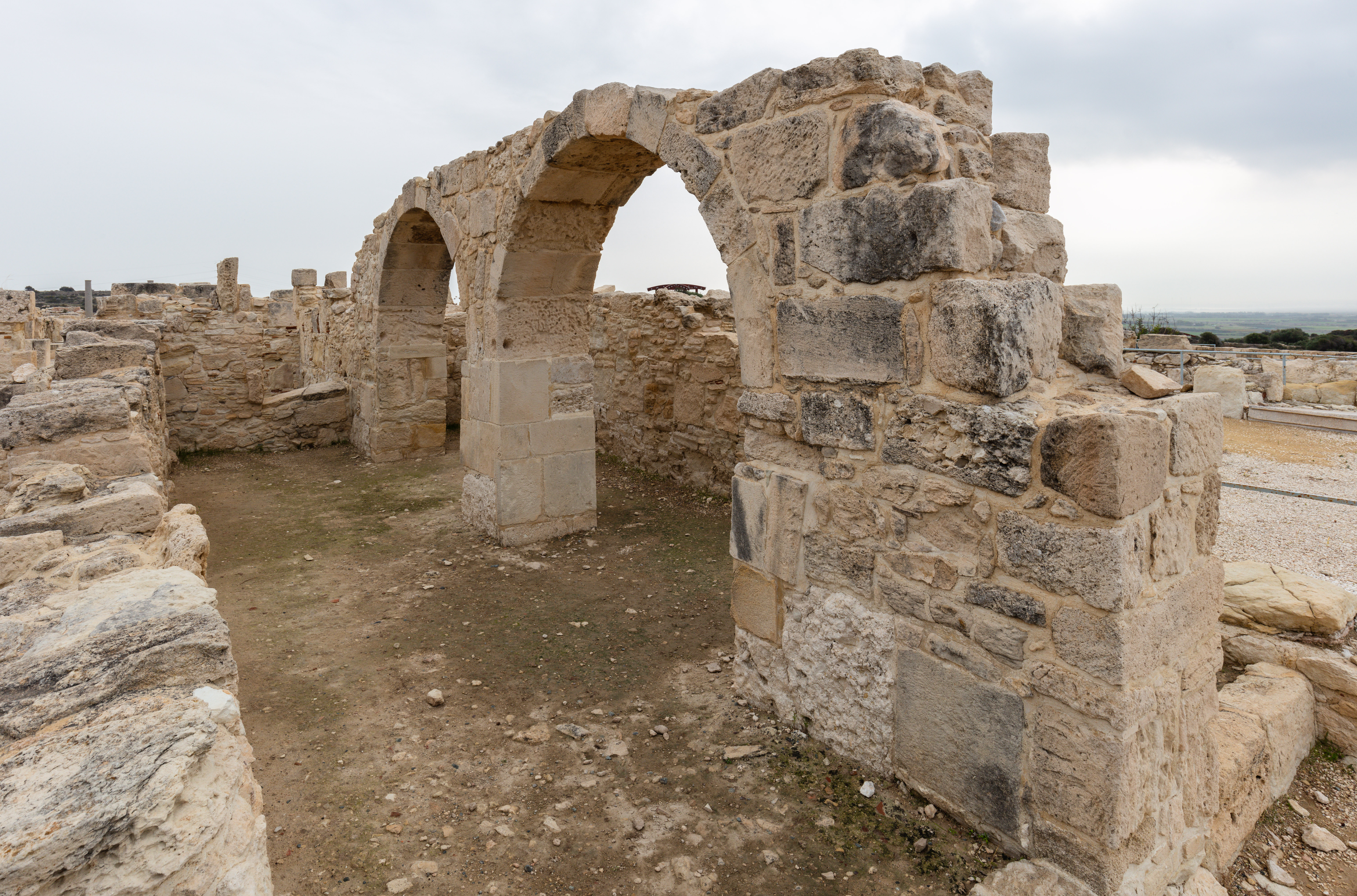
Antigua basílica cristiana.

Curio (en griego, Κούριον) es el nombre de una antigua colonia griega y fenicia de Chipre.

## Mitología y creencias
Su fundación mítica se atribuye a Curieus, hijo de Cíniras.
Estrabón la menciona como el primer lugar de la costa occidental de Chipre orientado hacia Rodas, y añade que estaba cerca de un promontorio desde donde se arrojaban a las personas que tocaban el altar de Apolo. Este santuario de Apolo Hilates es mencionado también por Eliano, que relata que allí se refugiaban los ciervos. El epíteto hilates es atestiguado al menos desde el principio de la época helenística y su culto llegó a ser muy importante, llegando incluso a Egipto y probablemente a Magnesia. También está atestiguado en Curio el culto a Artemisa, Deméter, Perséfone, Arsínoe II y es posible que también se venerara a Asclepio, a Ptolomeo IV Filopator y a Isis. También se ha encontrado una dedicatoria a «todos los dioses».

## Historia
Aunque parece ser que los primeros que se establecieron allí fueron fenicios, Heródoto, así como Estrabón mencionan que se decía que había sido fundada por los argivos. Curio aparece documentada en inscripciones asirias de tiempos de Esarhaddón y Asurbanipal a principios del siglo VII a. C. Estesenor, rey de Curio, traicionó en el 498 a. C. al resto de las ciudades de la isla y luchó al lado de los persas en su enfrentamiento contra los chipriotas. Poco después, los de Salamina se unieron también a los persas.

## Restos arqueológicos

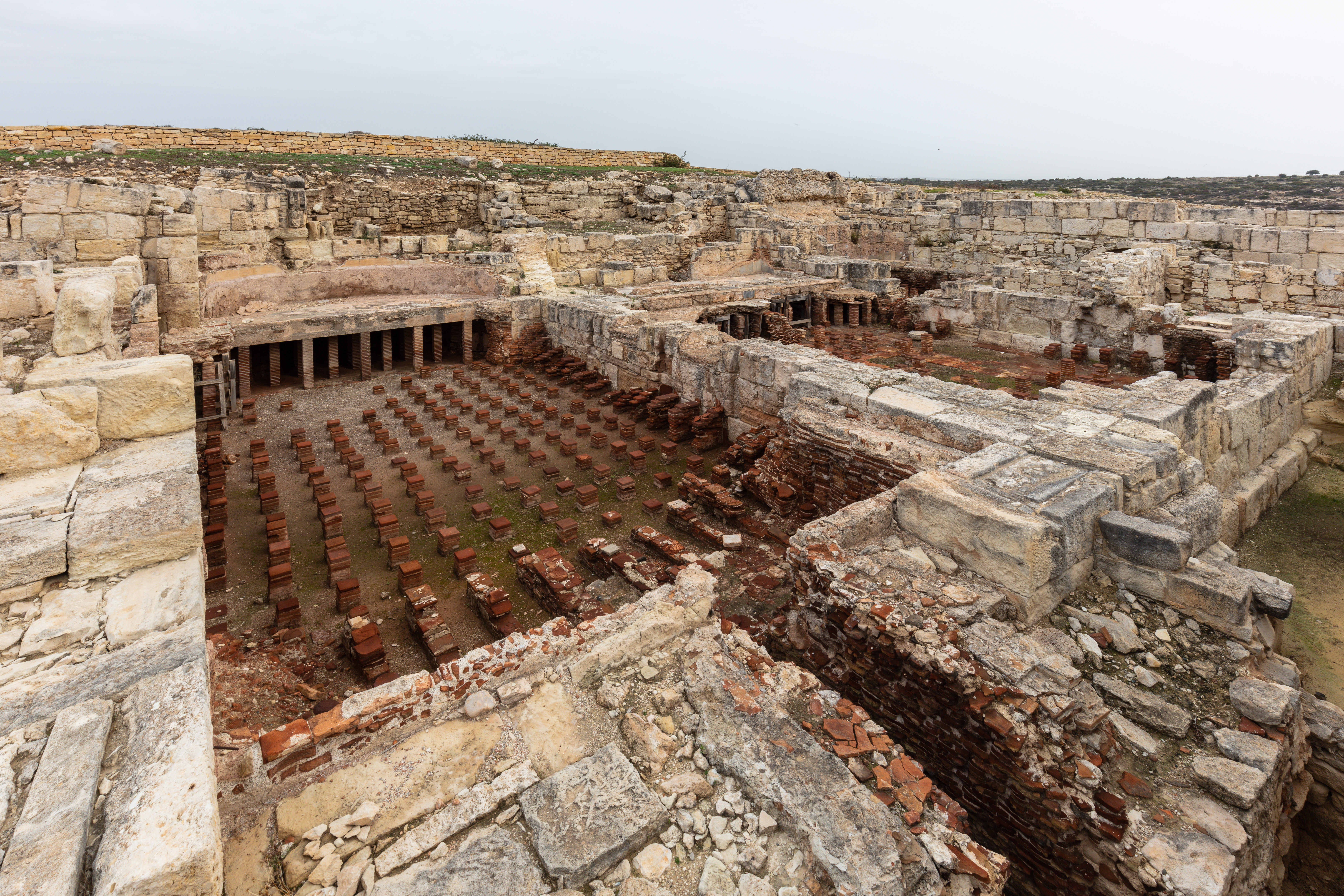
Termas de Curio.

Se conservan decretos fragmentarios de Curio del siglo III a. C. donde se mencionan instituciones como la boulé o un secretario (γραμματεὺς τῆς πόλεως) y más tarde, en el siglo II a. C. se documentan arcontes, secretarios y agoranomos. De época helenística también se conservan decretos honoríficos, así como epitafios. Además aparece documentado un gimnasio de Curio; había también un estadio y un teatro griego del siglo II a. C. Entre las inscripciones que se han descubierto se encuentran algunas en silabario chipriota y en lengua fenicia. Otros objetos que se han hallado en Curio son una enócoe de fayenza de origen egipcio, una estatua ecuestre que podría representar a Alejandro Magno y Bucéfalo fechada hacia el año 300 a. C. y un mosaico del siglo III a. C.